# Compis
Compis (шведское название), Scandis (норвежское название) — компьютер на основе процессора 80186, разработанный и продаваемый в скандинавские школы с 1984 года. Поскольку был предназначен для использования в учебных целях, он получил название Compis, что является сокращением для computer in school (компьютер в школе). Название также может быть истолковано как каламбур на скандинавском слове kompis, что означает друг или приятель. Разработка была начата компанией Svenska Datorer в 1982 году и была подхвачена TeleNova, когда первая обанкротилась. Компьютер распространялся компанией Esselte и в основном продавался шведским, норвежским и финским школам уровня гимназии.
Компьютер был основан на процессоре Intel 80186 и шёл с операционной системой CP/M-86 в ROM (хотя он также мог запускать MS-DOS с диска). У компьютера был широкий выбор портов, в том числе один для светового пера. Проект Compis подвергся критике с самого начала, и по мере перехода на совместимость с IBM PC он остался позади и, наконец, был отменён в 1988 году, хотя он хорошо использовался и в 1990-х годах.

## Программное обеспечение
Известные приложения, выполняемые на Compis в образовательной среде, были:
- COMAL, интерпретатор;
- Turbo Pascal 3.0, компилятор;
- WordStar, текстовый процессор;
- Программное обеспечение Harmony: обработка текстов, электронные таблицы и базы данных. Название было каламбуром Lotus Symphony, доминирующим производителем программного обеспечения в то время.

В некоторых школах были простые локальные сети компьютеров Compis / Scandis, в которых 10-20 машин пользовались одним жёстким диском, обычно ёмкостью 10 МБ.

## Внешние ссылки
- Compis Info — сайт, посвящённый Compis
- Telenova Compis Telenova Compis (доступна некоторая документация)  (швед.)
- Compis - datorn som blev ovän med alla  (швед.)
- Rune's PC-Museum